# Найдрібніші організми
Найдрібніші організми — це все представники бактерій, тварин, рослин і інших організмів, що зустрічаються на Землі, які мають мінімальні значення у своїх класах (рядах) за такими параметрами, як маса, довжина, ріст і т.і.

## Віруси

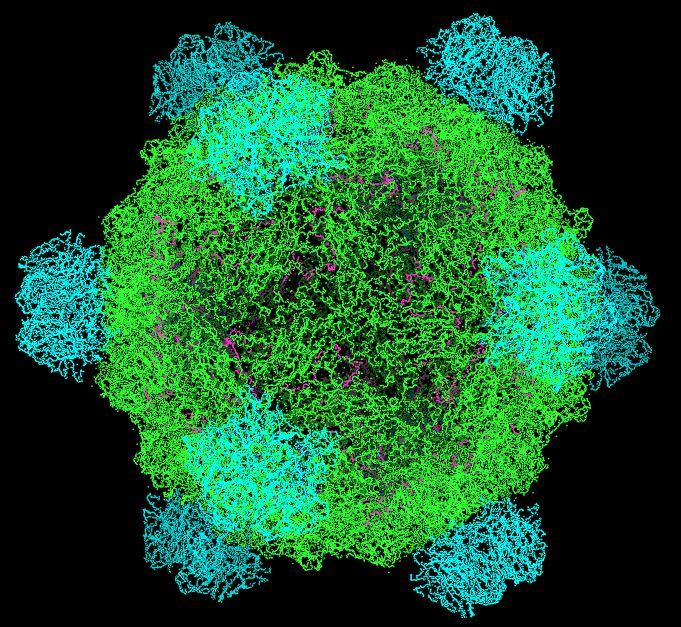
Бактеріофаг Phi X 174.

Найдрібнішими ДНК-місткими вірусами є представники родини гепаднавіруси (Hepadnaviridae), такі як вірус гепатиту B (довжина ДНК близько 3200 нуклеотидів, діаметр капсиду 42 нм); у парвовірусів (Parvoviridae) капсиди ще дрібніші (18-26 нм), але більший геном (5000 нуклеотидів). Найдрібнішим ДНК-бактеріофагом є фаг Phi X 174, геном якого трохи більший від генома вірусу гепатиту B (близько 4000 нуклеотидів).

## Прокаріоти
Термофільні археї Nanoarchaeum equitans (виявлені в 2002 році в гідротермальних виходах поблизу берегів Ісландії) є найдрібнішими у світі вільноживучими клітинними організмами. Їх розмір складає близько 400 нм. Серед внутрішньоклітинних паразитів найменші розміри мають еубактерії роду Mycoplasma, наприклад, Mycoplasma genitalium, діаметр клітин якої складає 200—300 нм.

## Молюски

### Двостулкові
Найдрібніші представники молюсків належать до класу двостулкових. Дорослі особини найдрібнішого виду, Condylonucula maya, досягають в довжину 0,5 мм.

## Членистоногі

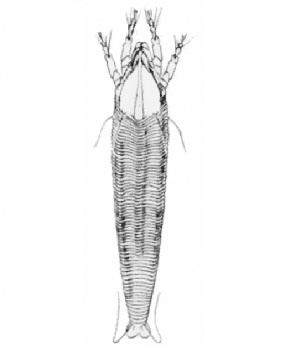
Мікроскопічний кліщ Abacarus hystrix з родини Eriophyidae.

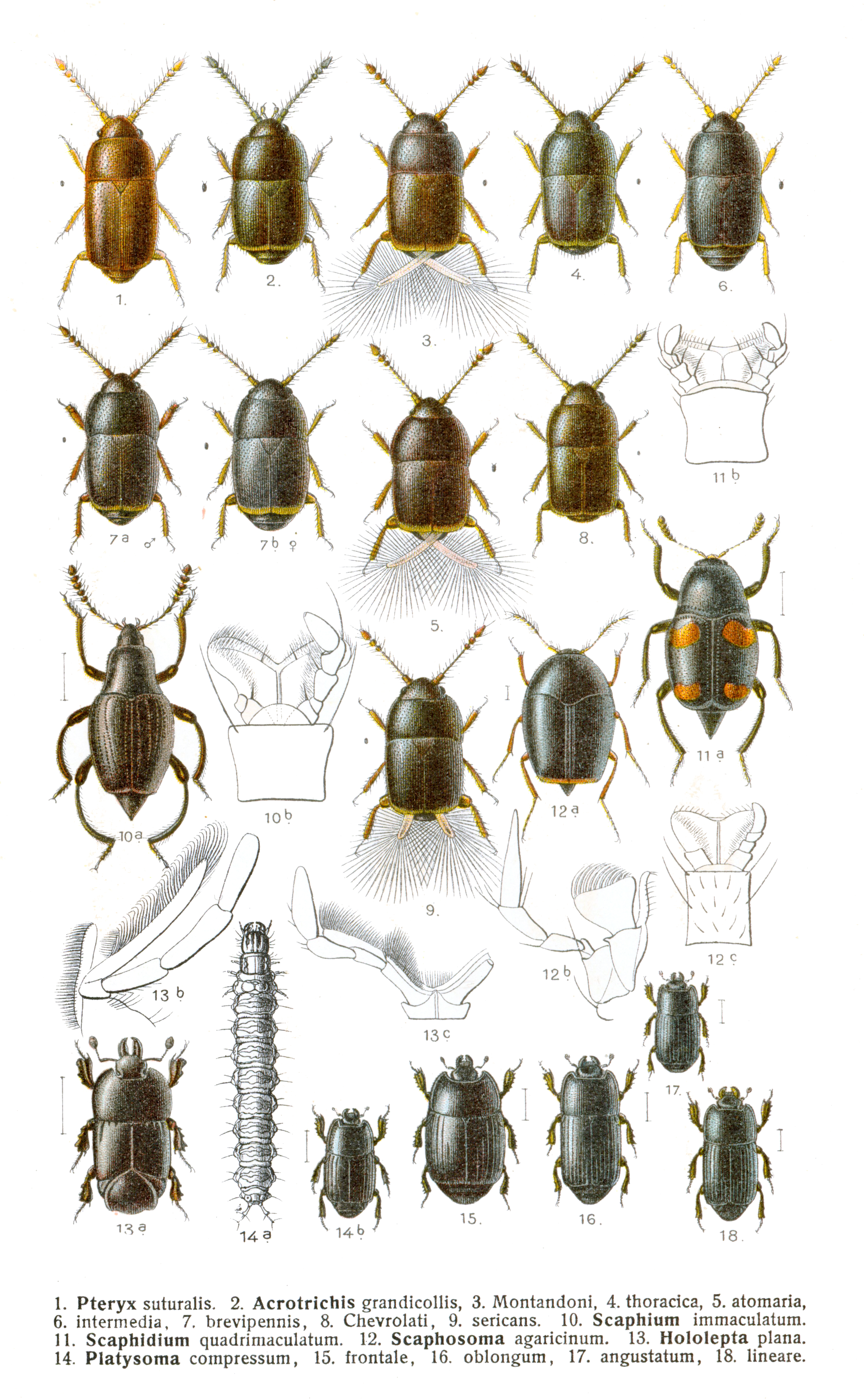
Мікроскопічні жуки перокрилки (Ptiliidae, мал. 1-9, два верхні ряди) мають довжину менше 1 мм.

### Павукоподібні
Найдрібнішими у світі павукоподібними (і одним з найдрібніших видів типу членистоногі в цілому) є тромбідіформні кліщі з родини Eriophyidae (Abacarus hystrix та ін.), що утворюють галли на рослинах. Довжина найдрібніших представників цієї групи — від 0,125 до 0,250 мм.

### Ракоподібні
Найдрібнішими відомими ракоподібними вважаються тантулокариди Stygotantulus stocki, які на стадії личинки-тантулюса мають довжину близько 100 мкм. На інших стадіях складного життєвого циклу вони мають великі розміри: самці досягають 400 мікрон.

### Комахи
Найдрібнішими у світі комахами визнані самці паразитичних наїзників Dicopomorpha echmepterygis (перетинчастокрилі), чия довжина складає 139 мкм (0,139 мм); самиці на 40 % крупніші.
- Жуки

Найдрібнішими у світі жуками є перокрилки з триби Nanosellini (Ptiliidae), які мають довжину менш 1 мм; серед них жук Scydosella musawasensis (300 μм), Vitusella fijiensis (310 μм), Nanosella (від 300 до 400 μм), Nanosella fungi (0,25 мм). Це одні з найдрібніших представників непаразитичних видів комах.

## Хребетні

### Риби

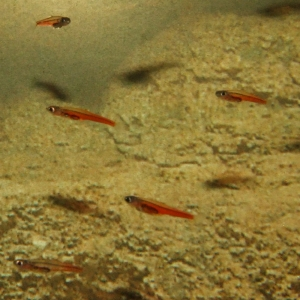
Paedocypris progenetica

Paedocypris progenetica — риба з родини коропових, ендемік Індонезії, найдрібніша відома риба. Довжина самців не перевищує 9,8 мм, самиць — 10,3 мм. До опису жаби Paedophryne amauensis риби Paedocypris progenetica були найдрібнішим відомим видом хребетних, нині залишаються найдрібнішим відомим видом риб.

### Земноводні

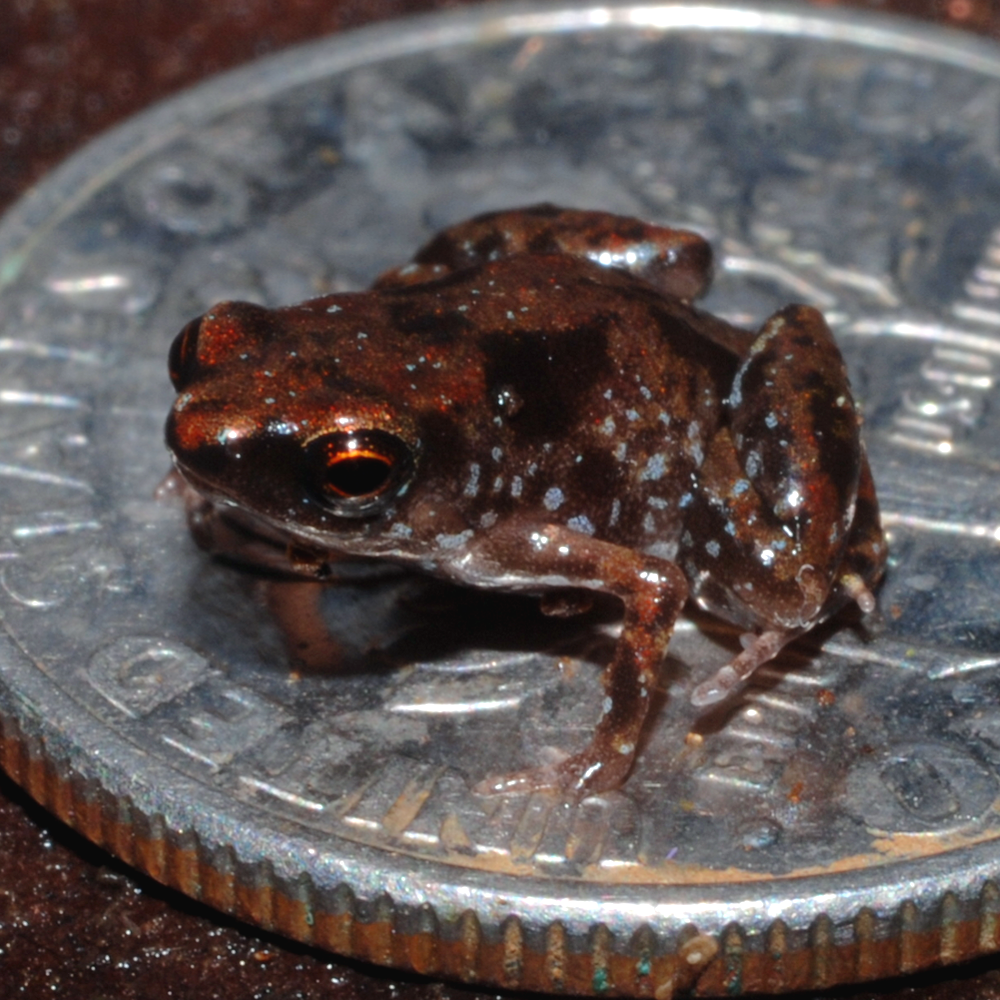
Жаба Paedophryne amauensis, що сидить на монеті в 10 центів США (діаметр 17,91 мм).

Найдрібнішою хребетною твариною (і найдрібнішим земноводним) є описана в 2012 році жаба Paedophryne amauensis. Знайдені в Папуа-Новой Гвінеї її представники мали середню довжину близько 7,7 мм (7-8 мм).

### Плазуни
Віргінський круглопалий гекон (Sphaerodactylus parthenopion, Геконові) і карликовий гекон Sphaerodactylus ariasae — найдрібніші представники класу плазуни. Їх довжина лише 16-18 мм.

#### Черепахи
Найдрібнішою у світі черепахою є капська черепаха крапчаста, ендемік Південної Африки. Самці цього виду мають розмір 6-8 см, а самиці близько 10 см.

### Птахи
З масою тіла 1,8 г і довжиною 5 см, колібрі-бджоли (Mellisuga helenae) є найменшими в світі птахами і найменшими серед теплокровних хребетних. Під назвою зунзун (zunzún) населяють природні біотопи на Кубі. Подейкують, що вони більш схожі на бджіл, ніж на птахів. За день колібрі-бджоли зїдають нектару на половину маси свого тіла і випивають води у 8 разів більше власної маси. Гнізда мають діаметр бл. 3 см.

### Ссавці
Одним з найдрібніших представників класу ссавці є свиноносий кажан (Craseonycteris thonglongyai), що мешкає у М'янмі і Таїландi. Маса дорослої особини не перевищує 1,7-2 грами, довжина тіла — 2,9-3,3 см, розмах крил — від 13 до 15 см.
На титул найдрібнішого сучасного ссавця претендує також сункус етруський (Suncus etruscus). Середня маса тварини складає близько 1,8 грама (1,3-2,4 грам).

## Рослини

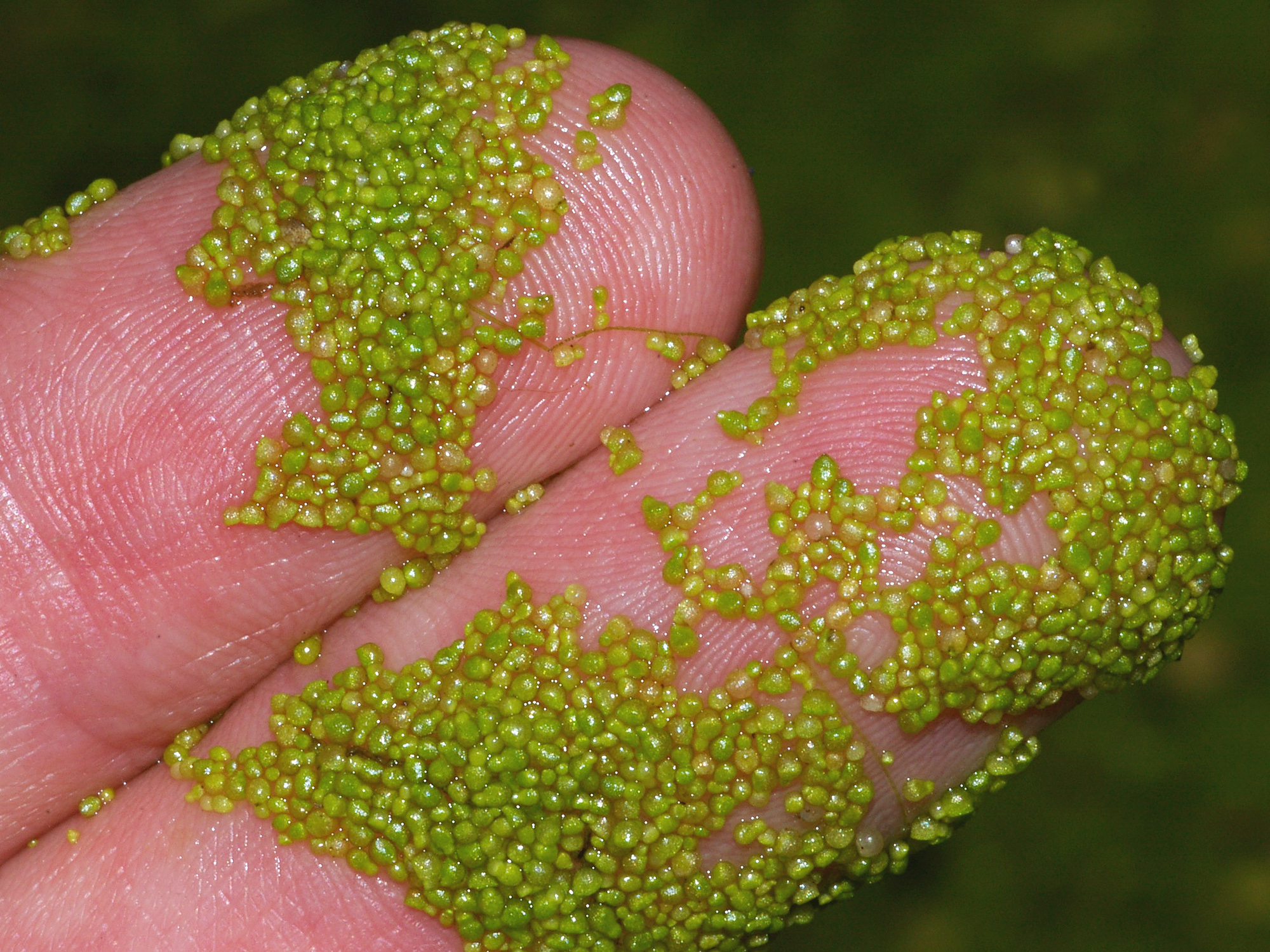
Представник роду Вольфія (Wolffia arrhiza) на пальцях людини.

Найменшими квітковими рослинами на Землі вважаються ряски роду Вольфія (Wolffia), чий розмір менше 0,4 мм.

## Висновки
1. ↑  Wood. The Guinness Book of Animal Facts and Feats. — Sterling Pub Co Inc, 1983. — ISBN 978-0-85112-235-9
2. ↑  http://www-iphicles.rcsb.org/pdb/lists/pdb-l/200012/msg00048.html%5Bнедоступне+посилання+з+квітня+2019%5D
3. ↑  Huber, Harald; et al. (2002). A new phylum of Archaea represented by a nanosized hyperthermophilic symbiont. Nature. 417 (6884): 63—67. doi:10.1038/417063a. PMID 11986665.
4. ↑  Brochier, Celine; Gribaldo S.; Zivanovic Y.; Confalonieri F.; Forterre P. (2005). Nanoarchaea: representatives of a novel archaeal phylum or a fast-evolving euryarchaeal lineage related to Thermococcales?. Genome Biology. 6 (5): R42. doi:10.1186/gb-2005-6-5-r42. PMC 1175954. PMID 15892870.{{cite journal}}:  Обслуговування CS1: Сторінки із непозначеним DOI з безкоштовним доступом (посилання)
5. ↑  hsh top/s hsh s3 biodiv/s hsh s3 extreme Extreme Bivalves. Rock the Future (англ.). Paleontological Research Institution and its Museum of the Earth. Архів оригіналу за 8 січня 2014. Процитовано 14 жовтня 2013.
6. ↑  
Mohanasudaram M. (1987). Studies on the genus Aceria (Acari, Eriophyidae) from South India (PDF). J. Acarology. Acarological Society of India. 12 (1 & 2): 15—88. Архів оригіналу (PDF) за 3 вересня 2011. Процитовано 1 серпня 2015.
7. 1 2  Boxshall G. A., Huys R. New tantulocarid, Stygotantulus stocki, parasitic on Harpacticoid copepods, with an analyis of the phylogenetic relationships within the Maxillopoda // J. Crustacean Biology. — 1989. — Vol. 9, No 1. — P. 126—140.
8. ↑  Joel W. Martin & George E. Davis (2001). An Updated Classification of the Recent Crustacea (PDF). Natural History Museum of Los Angeles County. с. 132 pp. Архів оригіналу (PDF) за 12 травня 2013. Процитовано 1 серпня 2015.
9. ↑  Craig R. McClain & Alison G. Boyer (2009). Biodiversity and body size are linked across metazoans. Proceedings of the Royal Society B: Biological Sciences. 296 (1665): 2209—2215. doi:10.1098/rspb.2009.0245. Архів оригіналу за 3 березня 2016. Процитовано 1 серпня 2015.
10. ↑  38.shtml University of Florida Book of Insect Records[недоступне посилання з липня 2019]
11. ↑  
Polilov A.A. (2008). Anatomy of the Smallest Coleoptera, Featherwing Beetles of the Tribe Nanosellini (Coleoptera, Ptiliidae), and Limits of Insect Miniaturization. Entomological Review. 88 (1): 26—33. doi:10.1134/S0013873808010041.
12. ↑  Лобанов А. Л. (2000). Жуки-рекордсмены (рос.). Сайт ЗИН РАН (zin.ru). Архів оригіналу за 20 травня 2012. Процитовано 12 червня 2011.
13. ↑  World's tiniest frogs found in Papua New Guinea. The Australian. 12 січня 2012. Процитовано 11 січня 2012.
14. ↑  Rittmeyer, Eric N.; Allison, Allen; Gründler, Michael C.; Thompson, Derrick K.; Austin, Christopher C. (2012). Ecological guild evolution and the discovery of the world's smallest vertebrate. PLoS ONE. 7 (1). doi:10.1371/journal.pone.0029797. Архів оригіналу за 14 січня 2012. Процитовано 11 січня 2012.{{cite journal}}:  Обслуговування CS1: Сторінки із непозначеним DOI з безкоштовним доступом (посилання)
15. ↑  Pennsylvania State University (2001). World's Smallest Lizard Discovered in the Caribbean [Архівовано 2 лютого 2009 у Wayback Machine.]. Accessed 26 January 2009.
16. ↑  Branch B. Field Guide to Snakes and other Reptiles of Southern Africa. / 3d edition. — Struik Publishers, 1998. — ISBN 1 86872 040 3
17. ↑  [Архівовано 3 липня 2013 у Archive.is] Hummingbirds of the Caribbean [mschloe.com]
18. ↑  Craseonycteris thonglongyai. 2008. 5481. Архів оригіналу за 9 вересня 2012. Процитовано 1 серпня 2015. {{cite web}}: Проігноровано невідомий параметр |assessors= (довідка); Проігноровано невідомий параметр |downloaded= (довідка) Listed as Vulnerable
19. ↑  Hill J. E., Susan E. Smith. Craseonycteris thonglongyai [Архівовано 4 березня 2016 у Wayback Machine.]. — Mammalian Species. – 1981. - No 160. - Р. 1–4.
20. ↑  Anjali Goswamy: Craseonycteris thonglongyai [Архівовано 17 липня 2014 у Wayback Machine.] im Animal Diversity Web der University of Michigan Museum of Zoology. Abgerufen: 8. Januar 2012.
21. ↑  Klaus D. Jürgens (2002). Etruscan shrew muscle: the consequences of being small. The Journal of Experimental Biology. 205 (Pt 15): 2161—2166. PMID 12110649.
22. ↑  Jonathan I. Bloch, Kenneth D. Rose and Philip D. Gingerich (1998). New species of Batodonoides (Lipotyphla, Geolabididae) from early eocene of Wyoming: Smallest known mammal. Journal of Mammalogy. 79 (3): 804—827. doi:10.2307/1383090. JSTOR 1383090.
23. ↑  Fons R., Sender S., Peters T., Jürgens K. D. (1997). Rates of rewarming, heart and respiratory rates and their significance for oxygen transport during arousal from torpor in the smallest mammal, the Etruscan shrew Suncus etruscus (PDF). Journal of Experimental Biology. 200 (Pt 10): 1451—1458. PMID 9192497.
24. ↑  What is the smallest flower in the world?. Архів оригіналу за 13 січня 2012. Процитовано 1 серпня 2015.
25. ↑  
Wolffia Horkel ex Schleiden (англ.). eFloras.org. Архів оригіналу за 9 вересня 2012. Процитовано 15 січня 2012.
26. ↑  
Genus: Wolffia. Wayne Armstrong's Lemnaceae (англ.). Архів оригіналу за 9 вересня 2012. Процитовано 15 січня 2012.